# 葛城市相撲館

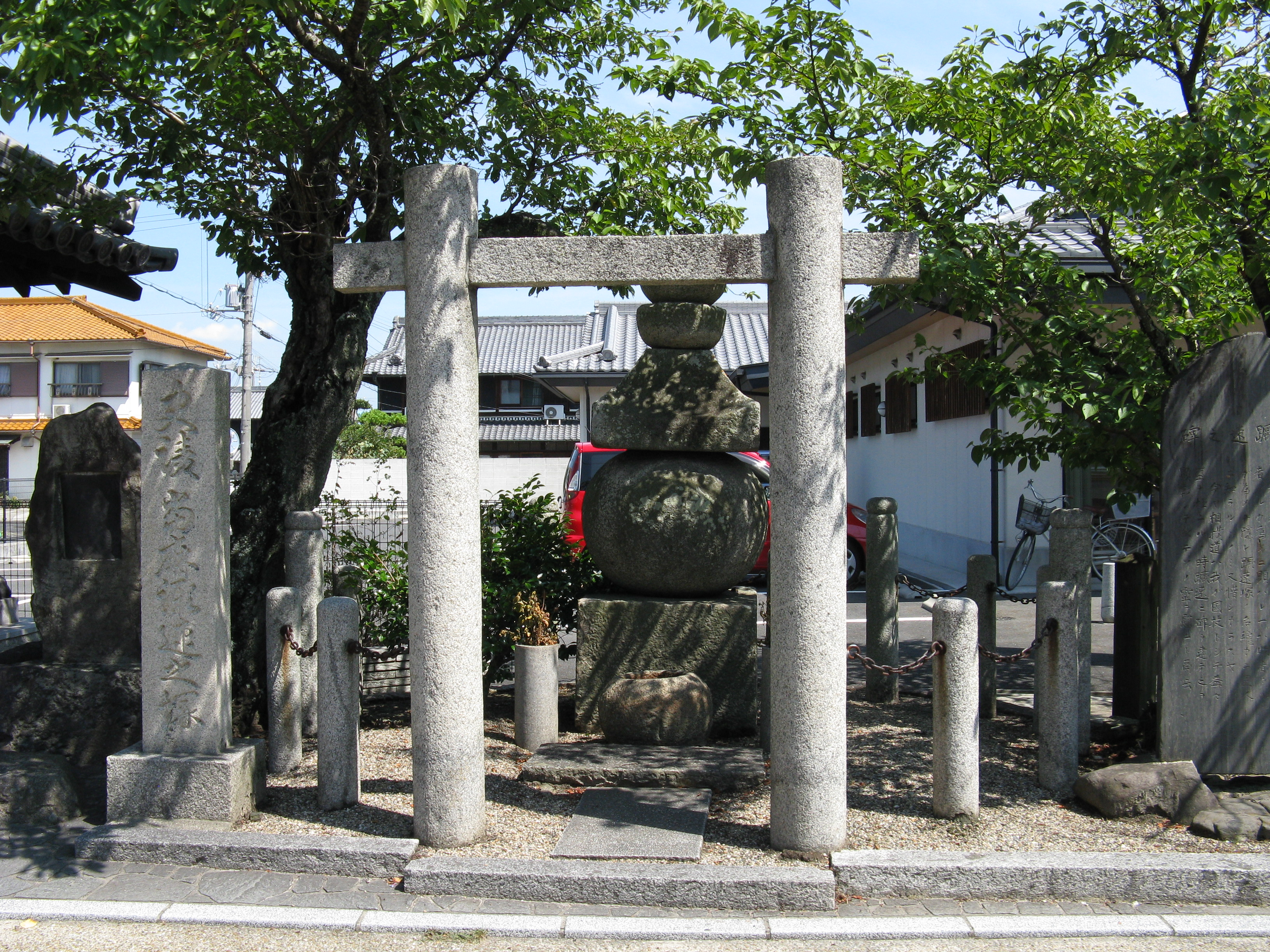
当麻蹴速の塚

葛城市相撲館（かつらぎしすもうかん）は、奈良県葛城市（旧北葛城郡當麻町）にある市立の博物館。正式名称は葛城市相撲館「けはや座」。平成2年5月開館、館内では相撲に関する資料が約12,000点ある。館内には本場所で使われるのと同じ土俵がつくられており、『けはや物語』という独自のミニ映画が上映されている。すぐ近くに相撲の開祖・当麻蹴速の塚がある。

## 概要
- 目的　相撲の開祖である「當麻の蹶速」を伝承するとともに、市民の文化及び心身の向上並びに観光の拠点として地域の振興及び活性化を図ること
- 開館時間 10:00～17:00、有料
- 休館日
  - 原則として火曜日・水曜日
  - 年末年始（12月28日 - 1月4日）
- 所在地　葛城市當麻83番地1
- アクセス
  - 近鉄南大阪線当麻寺駅より西へ徒歩5分。無料駐車場あり。